# Daugava Ryga
FK Daugava Rīga (łot. Futbola klubs Daugava Rīga) – łotewski klub piłkarski z siedzibą w Rydze, działający w latach 2003–2015. W swojej historii występował w Virslīga.

## Historia
Założony w 2003 jako FK Jūrmala. W 2004 klub debiutował w Virslidze. W 2007 roku ukończona została gruntowna modernizacja stadionu Slokas na którym występował klub. W 2010 roku klub stanął na granicy bankructwa, ale znalazł sponsora firmę "Vienos Vārtos" przez co nazwa klubu uległa zmianie na FK Jūrmala-VV. W 2011 roku problemy finansowe znów dały znać o sobie, a rada miasta stwierdziła, że nie da się utrzymać trzech klubów z tego samego miasta na najwyższym poziomie ligowym (oprócz FK Jūrmala-VV w lidze grały jeszcze FC Jūrmala oraz FK Spartaks Jurmała). Przed sezonem 2012 zespół przeniósł swoją siedzibę do stolicy, Rygi i zmienił nazwę na Daugava Ryga. W 2013 roku po raz pierwszy w historii udało się ukończyć zmagania ligowe w pierwszej czwórce w wyniku czego klub zakwalifikował się do rozgrywek Ligi Europy. W 2015 roku ogłoszono rozwiązanie klubu.

## Sukcesy
- 5. miejsce w Mistrzostwach Łotwy (1 x):

2004
- Finalista Pucharu Łotwy (1 x):

2010

## Europejskie puchary
Legenda do wszystkich tabel:
- Q – runda eliminacyjna, 1/16, 1/8, 1/4, 1/2 – odpowiednia faza rozgrywek, Grupa – runda grupowa, 1r gr – pierwsza runda grupowa, 2r gr – druga runda grupowa, F – finał, R – runda, PO – play-off
- k. – rzuty karne, los. – losowanie, Dogr. – dogrywka, w. – zasada bramek strzelonych na wyjeździe

| Sezon   | Rozgrywki   | Runda | Klub     | Dom | Wyjazd | Ogólnie |
| ------- | ----------- | ----- | -------- | --- | ------ | ------- |
| 2014/15 | Liga Europy | 1Q    | Aberdeen | 0–3 | 0–5    | 0–8     |